# ارزیابی فناوری سلامت
ارزیابی فناوری سلامت (به انگلیسی: Health Technology Assessment)
سنجش کامل و سازمان یافتهٔ شرایط لازم برای استفاده از فناوری‌های سلامت و نیز نتایج و عواقب چنین استفاده‌ای را شامل می‌شود. در این روند، عواقب استفاده از تکنولوژی در حیطه‌ها و زمینه‌های متعدد مورد تحلیل و بررسی قرار می‌گیرند. این تحلیل و بررسی یک تحلیل ساختارمند است که با هدف ارائه‌ی داده‌های مورد نیاز برای اتخاذ سیاست و تصمیم‌گیری به سیاستگذاران و تصمیم گیران انجام می‌شود. در واقع ارزیابی فناوری‌های سلامت یک پل ارتباطی است که یک نمونه یا الگوی علمی را به یک نمونه یا الگوی سیاستی مرتبط می‌سازد و یک نقش ضروری برای تصمیم‌گیری و سیاست‌گذاری در نظام سلامت، درجهت ارائه مراقبت‌ها و روش‌های جدید در سلامت به جامعه به عهده دارد.

## انواع فناوری های نظام سلامت
با توجه به کمیابی منابع در بخش سلامت، تصمیم گیری ها به خصوص انتخاب فناوری های گرانقیمت باید بر اساس شواهد باشد. این موجب شده است تا بسیاری از کشورها برای ورود و استفاده منطقی این فناوری ها ساز وکاری را بیندیشند تا از یکسو بتوانند هزینه ها را کنترل کرده و از افزایش بی رویه آن جلوگیری کنند و این هزینه ها را بهینه تخصیص بدهند و از سوی دیگر از ورود  فناوریهایی که ایمنی و اثربخشی آنها پایین است جلوگیری کنند. روشی که در بسیاری از کشورهای پیشرفته متداول است »ارزیابی فناوری سلامت« است.
انواع فناوری های نظام سلامت:
- داروها: بعنوان مثال آسپیرین، داروهای ضد هورمون استرس، آنتیبیوتیکها و...؛
- مواد بیولوژیک: از قبیل واکسنها، فراوردههای خونی، ژندرمانی و سلولی؛
- دستگاهها، تجهیزات و ملزومات: از قبیل شوکرهای الکتریکی، سیتیاسکن، دستکشهای جراحی، کیتهای آزمون تشخیصی؛
- رویه های طبی و جراحی: رواندرمانی، مشاوره تغذیه، آنژیوگرافی قلب، برداشتن کیسه صفرا
سیستمهای پشتیبانی: از قبیل سیستمهای الکترونیکی پرونده بیماران، سیستمهای پزشکی از راه دور، فرمولهای داروئی، بانک خون، آزمایشگاههای کلینیکی؛
- سیستمهای مدیریتی و سازمانی: پرداختهای آیندهنگر با استفاده از گروه های تشخیص وابسته (DRG) شکل دهی ارائه مراقبت بهداشتی جایگزین، راه کارهای بالینی، برنامههای مدیریت کیفیت جامع

## چرا ارزیابی فناوری سلامت
1-     محدودیت منابع موجود نسبت به نیازهای بخش سلامت
2-     تقاضای بسیار زیادی برای خدمات سلامت (تمایل به استفاده از فناوری های نوین و خاص سلامت) 
3-     صرف مبالغ گزافی از منابع برای ورود تکنولوژی های گران قیمت به عرصه سلامت 
4-     کدام فناوری کاراتر است؟ کدام روش موثرتر است؟ کدام یک هزینه اثربخش است؟

## انواع ارزیابی
-كارآمدي : (efficacy) آيا فناوري مورد نظر مي تواند بر وضعيت سلامت تاثير بگذارد ؟
- اثر بخشي ) :(effectiveness) آيا اين فناوري در صورت مقبوليت مداخله در جامعه بر وضعيت سلامت تاثير خواهد گذاشت ؟
- كارايي  :(efficiency) آيا اين فناوري حداكثر تاثير را با كمترين هزينه بر وضعيت سلامت خواهد داشت ؟
-عدالت  :(equity) چه كسي از اين فناوري سود مي برند و وزن دهي نسبي به سود حاصله چگونه توزيع شده است؟

## راهنماي هاي طبابت باليني يا گايدلاين ها (Clinical Practice Guidelines)
راهنماهاي باليني يا گايدلاين ها به عنوان يكي از اجزاي اصلي پزشكي مبتني بر شواهد مي باشند و در واقع توصيه هاي نظامندي هستند كه به پزشك و بيمار در تصميم گيري مناسب در مواجهه در يك شرايط باليني خاص كمك مي كند. به عبارت ديگر گايدلاين ها طراحي مي شوند تا كيفيت ارائه خدمات براي بيماران را بهيود بخشند و اطلاعات مناسبي براي تشخيص هاي خاص و يا درمان هاي ويژه فراهم مي كنند كه در نهايت به ارتقاء سلامت منجر مي گردد و از تحميل هزينه هاي اضافي جلوگيري مي نمايد. 
گايدلاين ها از درجه علمي بسيار بالايي برخوردار مي باشند و در واقع در قله اعتبار شواهد و مستندات پزشكي قرار مي گيرند. 
در يك تقسيم بندي كلي گايدلاين ها را به دو دسته تقسيم مي كنند: 
- development
- adaptation

گايدلاين هاي development بر اساس يك متدولوژي خاص توسط يك تيم تخصصي تدوين مي شود اما در گايدلاين هاي adaptation گايدلاين هاي development موجود به روز و باكيفيت بر اساس متدولوژي خاصي متناسب با  شرايط خاص آن كشور بومي سازي مي شود. در كشور ما اعتقاد بر اين است كه بومي سازي گايدلاين ها از اولويت و اهميت بيشتري برخوردار است.